# Philipp Moritz von Bayern

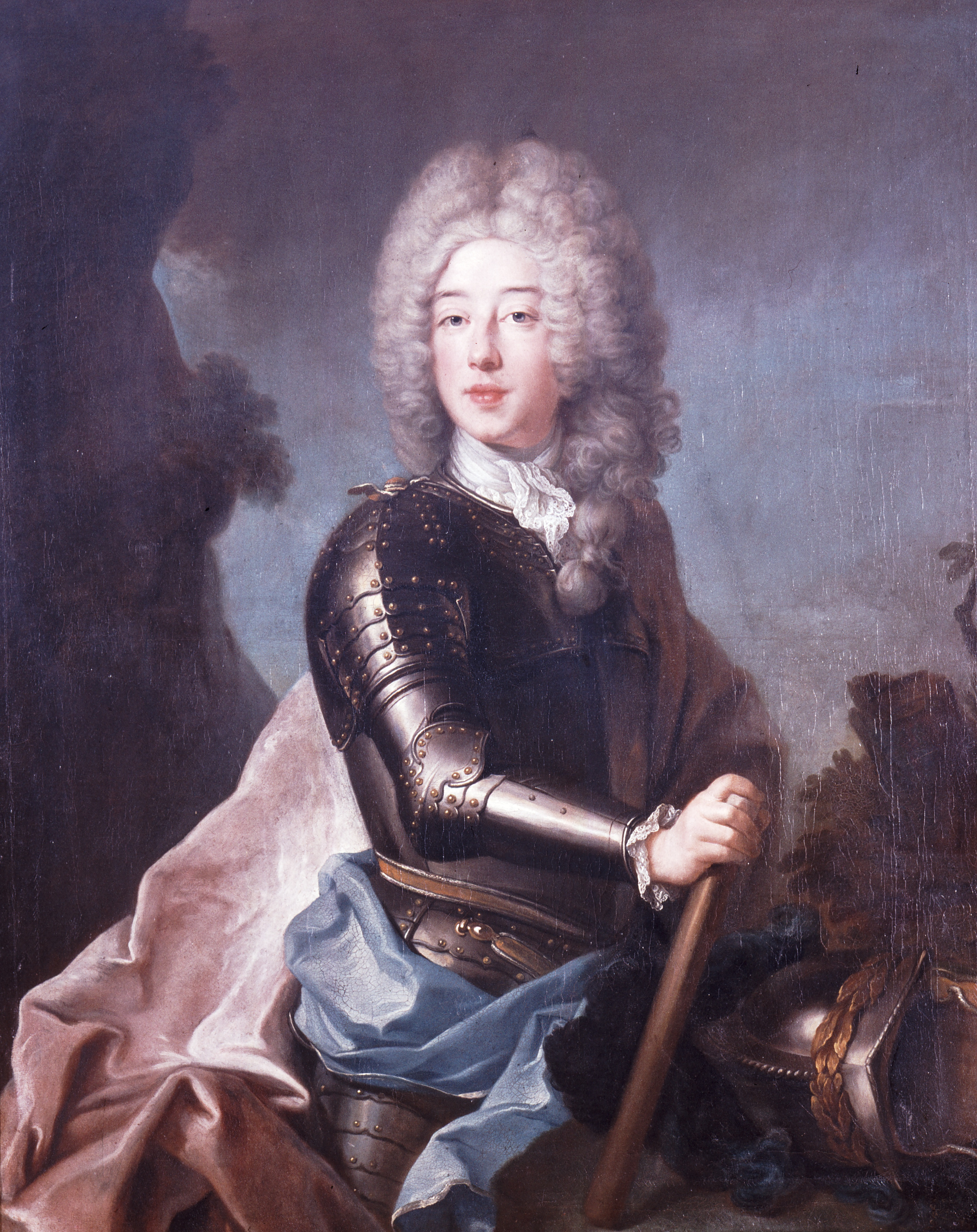
Prinz Philipp Moritz von Bayern, Gemälde von Joseph Vivien

Philipp Moritz Maria Dominik Joseph von Bayern, auch Philipp Moritz Maria Dominikus Joseph von Bayern (* 5. August 1698 in Brüssel; † 12. März 1719 in Rom) war ein bayerischer Prinz und postum erwählter Fürstbischof von Paderborn und Münster.

## Leben
Philipp Moritz war ein Sohn des Kurfürsten Maximilian II. Emanuel von Bayern (1662–1726) aus dessen Ehe mit Therese Kunigunde (1676–1730), Tochter des polnischen Königs Johann III. Sobieski.
Im Jahr 1717 ging Philipp Moritz gemeinsam mit seinem jüngeren Bruder Clemens August zur theologischen Ausbildung nach Rom. Hier starb Philipp Moritz erst 20-jährig an den Masern. In Unkenntnis über den Tod des Prinzen wählte ihn das Paderborner Domkapitel am 14. März 1719 zum Bischof von Paderborn und das Kapitel in Münster am 21. März, beide Male einstimmig, zum Bischof von Münster. Die Todesnachricht traf am 22. März schließlich in Paderborn ein. Die Kapitel entschieden sich nach einer kurzen Sedisvakanz für Philipp Moritz’ Bruder Clemens August.
Die Glückwunschadresse der Jesuiten zeigt auf dem Kupferstich des Titelblatts die Stadt unter einem Sternenhimmel mit dem Sternzeichen Zwilling, welches die Brüder symbolisieren soll. Während Clemens August im Glanz erscheint, versinkt Philipp Moritz in dieser Darstellung im Dunkel. Philipp Moritz wurde in der Kirche Santa Maria della Vittoria in Rom bestattet. Eine Grabtafel ist in der Kirche auch heute noch zu sehen:
| Bild | Lateinische Inschrift | Übersetzung |
| ---- | --- | --- |
|      | HIC IACET PHILIPPVS MAVRITIVS PRINCEPS ELECTORIS BAVARIAE MAXIMILIANI EMANVELIS FILIVS OBIIT ROMAE AETATIS SVAE XX ANNORVM MDCCXIX | Hier ruht Prinz Philipp Moritz, Sohn des bayerischen Churfürsten Max Emanuel. Er starb zu Rom im Alter von zwanzig Jahren im Jahre 1719. |

## Ahnentafel
| Ahnentafel von Philipp Moritz von Bayern | Ahnentafel von Philipp Moritz von Bayern                                                              | Ahnentafel von Philipp Moritz von Bayern                                                              | Ahnentafel von Philipp Moritz von Bayern                                                              | Ahnentafel von Philipp Moritz von Bayern                                                              | Ahnentafel von Philipp Moritz von Bayern                                                                         | Ahnentafel von Philipp Moritz von Bayern                                                                         | Ahnentafel von Philipp Moritz von Bayern                                                                         | Ahnentafel von Philipp Moritz von Bayern                                                                         |
| ---------------------------------------- | --- | --- | --- | --- | --- | --- | --- | --- |
| Ururgroßeltern                           | Herzog Wilhelm V. von Bayern (1548–1626) ⚭ 1568 Renata von Lothringen (1544–1602)                     | Kaiser Ferdinand II. (1578–1637) ⚭ 1600 Maria Anna von Bayern (1574–1616)                             | Herzog Karl Emanuel I. von Savoyen (1562–1630) ⚭ 1585 Katharina Michaela von Spanien (1567–1597)      | König Heinrich IV. von Frankreich (1553–1610) ⚭ 1600 Maria de’ Medici (1575–1642)                     | Marek Sobieski (1548/50–1605) ⚭ Jadwiga Snopkowska (1556/59–1588/89)                                             | Jan Daniłowicz (1570–1628) ⚭ Zofia Żółkiewska (1590–1634)                                                        | Antoine de La Grange d'Arquien ⚭ Anne d'Ancienville                                                              | Baptiste de La Châtre of Bruillebault ⚭ Gabrielle Lamy                                                           |
| Urgroßeltern                             | Kurfürst Maximilian I. von Bayern ⚭ 1635 Erzherzogin Maria Anna von Österreich (1610–1665)            | Kurfürst Maximilian I. von Bayern ⚭ 1635 Erzherzogin Maria Anna von Österreich (1610–1665)            | Herzog Viktor Amadeus I. von Savoyen (1587–1637) ⚭ 1619 Christina von Frankreich (1606–1663)          | Herzog Viktor Amadeus I. von Savoyen (1587–1637) ⚭ 1619 Christina von Frankreich (1606–1663)          | Jakub Sobieski (1590–1646) ⚭ 1627 Zofia Teofillia Daniłowicz (1607–1661)                                         | Jakub Sobieski (1590–1646) ⚭ 1627 Zofia Teofillia Daniłowicz (1607–1661)                                         | Henri Albert de La Grange d'Arquien (1613–1707) ⚭ Françoise de la Châtre                                         | Henri Albert de La Grange d'Arquien (1613–1707) ⚭ Françoise de la Châtre                                         |
| Großeltern                               | Kurfürst Ferdinand Maria von Bayern (1636–1679) ⚭ 1652 Henriette Adelheid von Savoyen (1636–1676)     | Kurfürst Ferdinand Maria von Bayern (1636–1679) ⚭ 1652 Henriette Adelheid von Savoyen (1636–1676)     | Kurfürst Ferdinand Maria von Bayern (1636–1679) ⚭ 1652 Henriette Adelheid von Savoyen (1636–1676)     | Kurfürst Ferdinand Maria von Bayern (1636–1679) ⚭ 1652 Henriette Adelheid von Savoyen (1636–1676)     | König Johann III. Sobieski von Polen (1629–1696) ⚭ 1665 Marie Casimire Louise de la Grange d’Arquien (1641–1716) | König Johann III. Sobieski von Polen (1629–1696) ⚭ 1665 Marie Casimire Louise de la Grange d’Arquien (1641–1716) | König Johann III. Sobieski von Polen (1629–1696) ⚭ 1665 Marie Casimire Louise de la Grange d’Arquien (1641–1716) | König Johann III. Sobieski von Polen (1629–1696) ⚭ 1665 Marie Casimire Louise de la Grange d’Arquien (1641–1716) |
| Eltern                                   | Kurfürst Maximilian II. Emanuel von Bayern (1662–1726) ⚭ 1695 Therese Kunigunde von Polen (1676–1730) | Kurfürst Maximilian II. Emanuel von Bayern (1662–1726) ⚭ 1695 Therese Kunigunde von Polen (1676–1730) | Kurfürst Maximilian II. Emanuel von Bayern (1662–1726) ⚭ 1695 Therese Kunigunde von Polen (1676–1730) | Kurfürst Maximilian II. Emanuel von Bayern (1662–1726) ⚭ 1695 Therese Kunigunde von Polen (1676–1730) | Kurfürst Maximilian II. Emanuel von Bayern (1662–1726) ⚭ 1695 Therese Kunigunde von Polen (1676–1730)            | Kurfürst Maximilian II. Emanuel von Bayern (1662–1726) ⚭ 1695 Therese Kunigunde von Polen (1676–1730)            | Kurfürst Maximilian II. Emanuel von Bayern (1662–1726) ⚭ 1695 Therese Kunigunde von Polen (1676–1730)            | Kurfürst Maximilian II. Emanuel von Bayern (1662–1726) ⚭ 1695 Therese Kunigunde von Polen (1676–1730)            |
| Philipp Moritz von Bayern                | | | | | | | | |